# Pendule conique

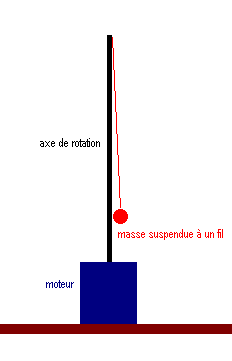
Schéma d'un pendule conique

Un pendule conique est un pendule simple dont on attache l'extrémité du fil à un axe de rotation vertical (tige rigide entraînée par un moteur).
Si l'on fait démarrer lentement le moteur et qu'on augmente progressivement la vitesse de rotation, on observe que pour une certaine valeur, le pendule s'écarte de l'axe d'un certain angle. La masse du pendule décrit alors un cercle. Le fil décrit donc un cône, d'où le nom. L'angle dont s'écarte le pendule est d'autant plus important que la vitesse de rotation est grande.
(Ceci n'est pas à strictement parler un pendule puisqu'il n'y a pas d'oscillation).
Ce mouvement circulaire s'explique par l'effet combiné du poids et de la tension du fil qui exerce une force centripète maintenant la masse en rotation autour de l'axe.
Si m désigne la masse, l la longueur du fil fixé en O, et C le centre du cercle décrit par la masse, pour une vitesse angulaire uniforme {\displaystyle \omega _{0}} , le demi-angle au sommet {\displaystyle \alpha } est tel que : 
{\displaystyle \cos(\alpha )={\frac {g}{\ell \omega _{0}^{2}}}}

## Perspective historique
Christian Huygens (1629-1695) va découvrir en étudiant ce problème l'accélération d'un mouvement uniforme (qui était décrit par Galilée (1568-1642), comme rien). Huygens rectifia un peu en introduisant la force centrifuge correctement, mais restera attaché à la pensée de Galilée, ce qui le conduira à sa théorie de la relativité totale.